# Desktopomgeving

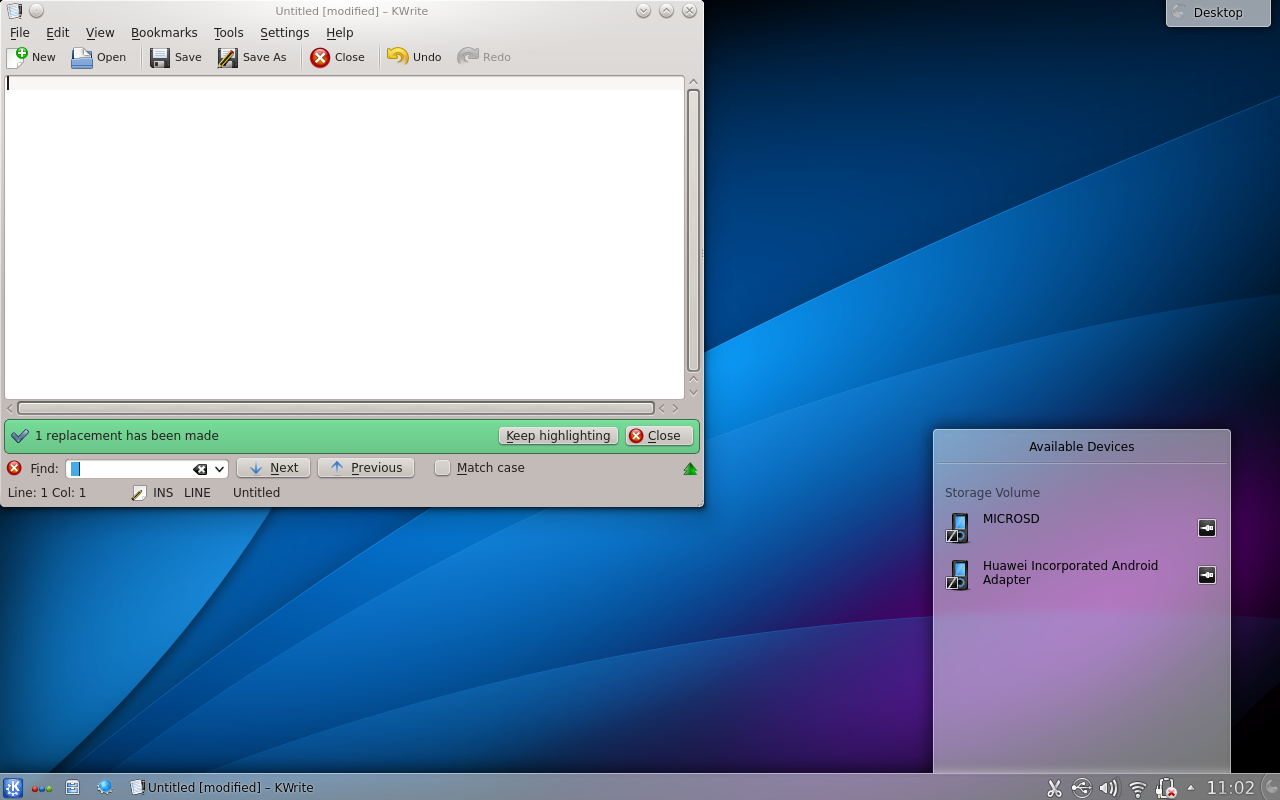
De KDE 4-desktopomgeving

Een desktopomgeving of werkomgeving (Engels: desktop environment, afgekort DE) is een (grafische) omgeving voor een computer, smartphone of tablet. Voorbeelden hiervan zijn GNOME, KDE en Xfce voor Linux-en BSD-systemen, en Modern UI van Windows 8.
De desktopomgevingen van Windows en macOS, alsmede KDE op de distributies KDE neon en KDE Linux, hebben een verregaande integratie met de andere onderdelen van het besturingssysteem om de gebruikersomgeving consistenter te laten aanvoelen. Er is echter software, met name voor Windows, die het uiterlijk en de functionaliteit van de desktopomgevingen kan veranderen. 

## Onderdelen
Een desktopomgeving bestaat uit een bestandsbeheerder en een windowmanager, die het uiterlijk van de vensters bepaalt. Daarnaast maken hulpprogramma's deel uit van de desktopomgeving, die functionaliteit toevoegen zoals het plaatsen van iconen op het bureaublad en die de bijbehorende instellingen beschikbaar maken. In systemen als Windows en macOS lijken de hulpprogramma's eerder onderdeel van het hele besturingssysteem, dan van de desktopomgeving. In het geval van Unix-achtige besturingssystemen zoals Linux of BSD, is de desktopomgeving meestal vrij te kiezen of zelfs weg te laten. De scheiding tussen de desktopomgeving en andere delen van het besturingssysteem wordt daarbij scherper. In zulke systemen zijn de hulpprogramma's duidelijk onderdeel van de desktopomgeving. Andersom zijn bestandsbeheerders en windowmanagers in Linux-systemen ook zonder desktopomgeving te gebruiken.
Sinds de tweede helft van de jaren 90 bieden de meeste desktopomgevingen een grafische gebruikersomgeving en wordt het instellen van een bureaubladachtergrond ondersteund.

## Desktopomgevingen op Linux en/of BSD
| Desktopomgeving | Windowmanager                              | Besturingssysteem                             |
| --------------- | ------------------------------------------ | --------------------------------------------- |
| GNOME           | Metacity voor GNOME 2; Mutter voor GNOME 3 | Linux, BSD en Unix                            |
| KDE             | KWin                                       | Linux, Berkeley Software Distribution en Unix |
| LXDE            | Openbox                                    | Linux en BSD                                  |
| MATE            | Marco (afsplitsing van Metacity)           | Linux en BSD                                  |
| Razor-qt        | Openbox, fvwm2, KWin of andere             | Linux en Unix                                 |
| Unity           | Compiz                                     | Linux                                         |
| Xfce            | xfwm4                                      | Linux, Solaris, BSD en Unix                   |
| Deepin          | deepin-wm (afsplitsing van KWin)           | Linux                                         |
| Pantheon        | libmutter (afsplitsing van Mutter)         | Linux                                         |
| Budgie          | budgie-wm (afsplitsing van libmutter)      | Linux                                         |
| Cinnamon        | Muffin (afsplitsing van Mutter)            | Linux                                         |
| Lumina          | Fluxbox                                    | BSD                                           |
| TDE             | TWin                                       | Linux en Unix                                 |
| Maui Shell      | KWin                                       | Linux en Unix                                 |
| UKUI            | ukwm (afsplitsing van Mutter)              | Linux en Unix                                 |
| Lomiri          |                                            | Linux                                         |
| LXQt            |                                            | Linux en Unix                                 |